# Alexander Michailowitsch Saprykin
Alexander Michailowitsch Saprykin (russisch Александр Михайлович Сапрыкин; * 28. Juli 1946 in Kaluga; † 4. Mai 2021 in Sankt Petersburg) war ein sowjetischer Volleyballspieler.

## Karriere
Saprykin spielte auf Vereinsebene bis 1965 für SKA Leningrad und anschließend bis 1979 für Spartak/Avtomobilist Leningrad, mit dem er in der sowjetischen Meisterschaft viermal den zweiten Platz (1976 bis 1979) und viermal den dritten Platz (1972 bis 1975) belegte.
Mit der sowjetischen Nationalmannschaft wurde Saprykin 1971 in Italien Europameister, gewann bei den Olympischen Spielen 1972 in München die Bronzemedaille und wurde 1974 in Mexiko Vizeweltmeister.
1979 beendete Saprykin seine aktive Karriere. Anschließend war er Trainer und Volleyballfunktionär.